# Maini Sorri
Maini Päivikki Sorri Hongslo, född 7 april 1957 i Ulvsby, sverigefinsk artist och kompositör från Uppsala, med artistnamnen Maini Sorri och Maini. Hennes diskografi består av tio album och tjugofem singlar.

## Biografi

### Bakgrund
Maini Sorri har komponerat sedan barndomen Hennes första verk var för piano, men hon är mest känd som sångkompositör. Hon har läst musikvetenskap och estetik vid Uppsala Universitet och utbildat sig till musiklärare vid Musikhögskolan i Örebro, numera Musikhögskolan vid Örebro universitet.

### 1998–2009
Hennes första album Lauluja elämän vuodenajoista/Sånger om livets årstider släpptes 1998 och innehåller, förutom tonsättningar av egna texter, bl.a. 5 barnsånger till dikter av Kirsi Kunnas samt tonsättningar av dikter av Eino Leino och Pär Lagerkvist.
Maini Sorris andra album Jäit tuoksuna minuun/Din doft stannade kvar från 2006 innehåller tonsättningar av egna och andra sverigefinska diktares texter samt dikter av Eino Leino och Pär Lagerkvist och en text hämtad ur Bibeln. Samtidigt med skivan gavs även sångboken Metsä laulaa/Skogen sjunger ut där alla sångerna på skivan finns med. Sångboken innehåller förutom sångerna på skivan bl.a. tonsättningar av dikter av Aila Meriluoto och Saima Harmaja.
2006 inledde Maini Sorri ett samarbete med Barbara Helsingius som översatte hennes sånger till engelska. Maini Sorris julsingel Christmas In Our Hearts släpptes 2006
Maini Sorri har framgångsrikt använt internet som en kanal för att nå ut med sin musik 

### 2010–2015
Singeln Someday kom ut i mars 2010 och albumet Someday Vol. 2 i november 2011. Titelspåret Someday låg 43 veckor på Spanien-baserade Music World Radios Top20 lista.
Maini Sorri och den italienska artisten John Baumann bildade bandet Sorriso 2010. Samarbetet resulterade i 2 singlar, Hiding Place i januari 2010 och Special Friend i maj 2011.
Maini Sorri inledde ett samarbete med den amerikanska textförfattaren Gary Cornman 2011. Hennes technosingel Let Me Do Your Time från februari 2011 med Gary Cornmans text låg 9 veckor på Digilistan och 66 veckor på Music World Radios Top20 lista. Hon blev tvåa i I'm A Hollywood Star online talangtävlingen 2011.
Albumet Dreamworld kom i oktober 2011. Dance singeln Shiny Eyes släpptes i maj 2012. Shiny Eyes nådde 4. plats på CMJ Top5 i USA. Please Go Away och Please Go Away (Rock Remix) släpptes i november 2012.
2013 släpptes tre singlar, Hold Me i maj, Just A Dream (Remixes) i november och julsingeln Silent Night i december 2013. Den 3 mars 2014 släpptes singeln Moira i samarbete med artisten och musikproducenten Jörgen Hansson. Den 9 juni 2014 släpptes singeln Blue Song i samarbete med den amerikanske rap-artisten Magneto Dayo. Blue Song nådde två veckor senare tre nationella topplistor i USA Singlarna Awoken Heartbroken släpptes den 4 november och Awoken Heartbroken (Remixes) den 1 december 2014. Awoken Heartbroken nådde fyra nationella DRT-topplistor
Rocksingeln Lost Love och Lost Love (Dance Remix) producerades av sångaren, låtskrivaren och producenten Brian Lanese och gitarristen Orlando Mestre  från flerfaldigt Grammy-nominerade Los Angeles-bandet Permanent Ability och släpptes den 15 juni 2015. Lost Love (Dance Remix) nådde två nationella DRT-topplistor Maini Sorris rocksingel Never Said Goodbye producerades av Brian Lanese och Orlando Mestre och gavs ut den 26 oktober 2015.

### 2016–
Den 25 januari 2016 släpptes Maini Sorris popsingel Second Chance i samarbete med den amerikanske rap-artisten Magneto Dayo och den tyska producenten Carsten Lehmann. Second Chance nådde en nationell DRT-topplista  redan före skivsläpp och nådde den nationella Top 200 DRT-listan  för flera genrer i februari. Lost Love släpptes den 29 september 2016 i soundtracket för det amerikanska datorrollspelet Metronomicon: Slay The Dance Floor
Maini Sorris rocksingel I Fall To Pieces, producerad av de amerikanska producenterna Brian Lanese och Orlando Mestre, gavs ut den 31 maj 2016.
Mainis 25:e skiva, rocksingeln Parting Of Our Way, gavs ut den 23 januari 2017, med text av amerikanaren Gary Cornman. Parting Of Our Way producerades av Brian Lanese och Orlando Mestre.
Maini Sorri & Magneto Dayo's pop/hiphop/rock album When Two Worlds Meet släpptes den 23 maj 2018. Den 20 september 2018 släpptes Mainis pop/rock/dance album Bring Me Home, producerad av Brian Lanese och Orlando Mestre, med texter av Gary Cornman. Mainis popsingel You Are On My Mind släpptes den 26 oktober 2018, producerad av Jaakko Viitala, med text av Barbro Norberg. Albumet Someday Vol. 3 gavs ut i juni 2019.

### Familj
Maini gifte sig den 27 maj 2006 med Terence Hongslo.

## Diskografi

### Album
- 1998 - Lauluja elämän vuodenajoista/Sånger om livets årstider
- 2006 - Jäit tuoksuna minuun/Din doft stannade kvar
- 2010 - Someday
- 2011 - Dreamworld
- 2011 - Someday Vol. 2
- 2018 - Maini Sorri & Magneto Dayo - When Two Worlds Meet
- 2018 - Bring Me Home
- 2019 - Someday Vol. 3
- 2023 - Shiny Eyes Vol. 2
- 2023 - Bring Me Home Vol. 2

### Singlar
- 2006 - Christmas In Our Hearts
- 2010 - Sorriso - Hiding Place
- 2011 - Let Me Do Your Time
- 2011 - Sorriso - Special Friend
- 2012 - Shiny Eyes
- 2012 - Please Go Away
- 2012 - Please Go Away (Rock Remix)
- 2013 - Hold Me
- 2013 - Just A Dream (Remixes)
- 2013 - Silent Night
- 2014 - Maini Sorri & Jörgen Hansson - Moira
- 2014 - Maini & Magneto Dayo - Blue Song
- 2014 - Awoken Heartbroken
- 2014 - Awoken Heartbroken (Remixes)
- 2015 - Lost Love
- 2015 - Lost Love (Dance Remix)
- 2015 - Never Said Goodbye
- 2016 - Maini & Magneto Dayo - Second Chance
- 2016 - I Fall To Pieces
- 2017 - Parting Of Our Way
- 2018 - You Are On My Mind
- 2020 - Through Teary Eyes
- 2021 - Tomorrow
- 2023 - Just Let Me Sing
- 2023 - Show Me The Light

## Sångböcker
Maini Sorris första sångbok Lauluja elämän vuodenajoista publicerades 1992. Tre av Mainis barnsånger till dikter av Kirsi Kunnas publicerades 1993 i Lasten kultainen laulukirja 2. Hennes andra sångbok Metsä laulaa/Skogen sjunger publicerades i samband med att albumet Jäit tuoksuna minuun/Din doft stannade kvar släpptes den 11 mars 2006.
- Sorri, Maini (mars 1992) (på finska). Lauluja elämän vuodenajoista. Uppsala: Uppsalan suomalainen seurakuntaryhmä
- Kari Virpi, red (1993) (på finska). Lasten kultainen laulukirja. 2. Espoo: Fazer Musiikki. sid. 83, 91. Libris 12459711. ISBN 951-757-277-8
- Sorri, Maini (mars 2006) (på fin, sve). Metsä laulaa/Skogen sjunger. Nykvarn: Finn-Kirja. Libris 10157392. ISBN 91-7428-122-4